# Johann Friedrich Wigand
Johann Friedrich Wigand (* 9. Mai 1733 in Rinteln; † 27. November 1799 in Weibeck) war ein deutscher Pastor in Weibeck. Er entstammte einer Gelehrtenfamilie aus Rinteln.

## Leben
Johann Wigand wurde als Sohn des Kantors und Organisten Johann Henrich Wigand und der Maria Katharina Sebastian, Tochter des Goldschmieds Johann Carl Sebastian, 1733 in Rinteln geboren. 1748 begann er an der Universität Rinteln das Studium der Theologie. Er arbeitete dann als Hauslehrer für verschiedene Familien. 1762 ging er als Prediger nach Weibeck. Er war verheiratet mit Marie Louise Heidemann und hatte mit ihr sieben Kinder. Er starb 1799 an einem Schlaganfall in Weibeck. Sein Bruder Carl Henrich war ebenfalls als Pastor tätig.

## Schriften
Laut der Nachrichten von alten Hessen-Schaumburgischen Superintendenten, Kirchen und den Predigern verfasste Johann Wigand folgende Schriften:
- Vertheidigung der Kränzchens. In dem 16ten 17ten und 18ten Stück der Rintelischen Anzeigen von 1765.
- Nachrichten von dem allerersten Rector der Universität Rinteln, Johann Eichrodt. In dem 34sten 36sten 37sten 38sten und 39sten Stück dieser Anzeigen von ebengedachtem Jahr.
- Beyträge zur Schauenburgischen Münzgeschichte. In dem 49sten und 50sten Stück von 1765 und 19sten Stück 1766.
- Charaktere einiger Personen, die keine Standessmässige Seelen haben. In dem 20ften Stück 1766.
- Von der Auslassung des Exorcismi bey der Taufshandlung. Ein Beytrag zur Kirchengeschichte der Grafschaft Schaumburg. In dem 22sten und 23ste Stück 1766.
- Umständliche Nachricht von der Stadt- und Raths-Schule zu Rinteln, und denen an derselben gestandenen und bis jetzo lebenden Lehrern. In dem 25sten 26sten 27sten 28sten 29sten und 30. Stück von 1770.[4]
- Dissertatio epistolica de Petro Funxio. Rint. 1777.